# Audita tremendi

Карта Святой Земли до начала III Крестового похода

Audita tremendi (с лат. — «Услышав о страшном») — булла папы Григория VIII, датированная 29 октября 1187 года, призвавшая западных христиан к Третьему крестовому походу.
Как и все папские буллы, Audita tremendi получила название по первым словам: "Audita tremendi severitate judicii, quod super terram Jerusalem divina manus exercuit..., то есть "Услышав о страшном и суровом суде, которым Божественная рука поразила землю Иерусалима". Причиной издания буллы стало получение папой известий о катастрофе под Хаттином (4 июля 1187 года). К моменту издания буллы Иерусалим был уже взят Саладином, но до Европы это известие ещё не достигло.
Булла связывала поражение крестоносцев с недостойной и греховной жизнью западных христиан на Святой земле. Эти грехи, по мнению папы, должны быть искуплены всеми христианами, и для спасения Иерусалима необходим новый крестовый поход. Булла обещала индульгенцию всем участникам похода, отпущение грехов всем погибшим во время похода, а имущество участников Церковь принимала под свою защиту.